# Niphatidae
Niphatidae is een familie van sponsdieren uit de klasse van de Demospongiae (gewone sponzen). 

## Geslachten
- Amphimedon Duchassaing & Michelotti, 1864
- Cribrochalina Schmidt, 1870
- Dasychalina Ridley & Dendy, 1886
- Gelliodes Ridley, 1884
- Haliclonissa Burton, 1932
- Hemigellius Burton, 1932
- Microxina Topsent, 1916
- Niphates Duchassaing & Michelotti, 1864
- Pachychalina Schmidt, 1868